# Grallator
Grallator — іхнорід динозаврів. Охоплює палеовідбитки невеликих трипалих двоногих тероподів. Сліди Grallator були знайдені в утвореннях, що датуються від раннього тріасу до ранньої крейди у США, Канаді, Ґренландії, Європі, Китаї, Австралії, Бразилії, та ін. Найбільше їх — на східному узбережжі Північної Америки. Назву Grallator можна перекласти як ходулехід, хоча фактична довжина та форма ніг різняться в залежності від виду і зазвичай невідомі. Сліди Grallator як правило мають три пальці й довжину від 10 до 20 сантиметрів. Хоча відбиток містить лише 3 пальці, ймовірно у Grallator було 4 або 5 пальців на ногах. Ідентифікувати відбитки з точним видом динозаврів неможливо, однак можна звузити коло потенційних господарів відбитків, порівнявши пропорції окремих їхновидів Grallator із відомими динозаврами тієї ж формації. Наприклад, сліди Grallator, ідентифіковані з формації Ісянь, могли бути залишені Caudipteryx.

## Види
1. G. palmipes
2. G. zvierzi Gierlinski, 1991
3. G. andeolensis Gand, Vianey-Liaud, Demathieu, & Garric, 2000
4. G. angustidigitus (Ellenberger, 1970)
5. G. angustus (Ellenberger, 1974)
6. G. cursorius Hitchcock, 1858типовий
7. G. cuneatus Hitchcock, 1858
8. G. damanei Ellenberger, 1970
9. G. deambulator (Ellenberger, 1970)
10. G. digitigradus (Ellenberger, 1974)
11. G. emeiensis Zhen, Li, Han & Yang, 1995
12. G. formosus Hitchcock, 1858
13. G. gracilis Hitchcock, 1865
14. G. graciosus (Ellenberger, 1970)
15. G. grancier (Courel & Demathieu, 2000)
16. G. ingens (Ellenberger, 1970)
17. G. jiuquwanensis (Zeng, 1982) = Hunanpus
18. G. kehli (Beurlen, 1950)
19. G. kronbergeri (Rehnelt, 1959)
20. G. lacunensis (Ellenberger, 1970)
21. G. leribeensis (Ellenberger, 1970)
22. G. limnosus Zhen, Li, & Rao, 1985
23. G. madseni Irby, 1995
24. G. magnificus (Ellenberger, 1970)
25. G. matsiengensis Ellenberger, 1970
26. G. maximus Lapparent & Monetnat, 1967
27. G. minimus (Ellenberger, 1970)
28. G. minor (Ellenberger, 1970)
29. G. moeni (Beurlen, 1950)
30. G. mokanametsongensis (Ellenberger, 1974)
31. G. molapoi Ellenberger, 1974
32. G. morijiensis (Ellenberger, 1970)
33. G. moshoeshoei (Ellenberger, 1970)
34. G. olonensis Lapparent & Monetnat, 1967
35. G. palissyi (Gand, 1976)
36. G. paulstris (Ellenberger, 1970)
37. G. perriauxi (Demathieu]] & Gand, 1972)
38. G. princeps (Ellenberger, 1970)
39. G. protocrassidigitus (Ellenberger, 1970)
40. G. rapidus (Ellenberger, 1974)
41. G. romanovskyi (Gabunia & Kurbatov)
42. G. quthingensis (Ellenberger, 1974)
43. G. rectilineus (Ellenberger, 1970)
44. G. sabinensis (Gand & Pellier, 1976)
45. G. sassendorfensis (Kuhn, 1958)
46. G. sauclierensis Demathieu & Sciau, 1992
47. G. schlauersbachensis  (Weiss, 1934)
48. G. socialis (Ellenberger, 1970)
49. G. ssatoi Yabe, Inai, & Shikama, 1940
50. G. tenuis Hitchcock, 1858
51. G. toscanus (Huene, 1941)
52. G. variabilis Lapparent & Monetnat, 1967

## Галерея

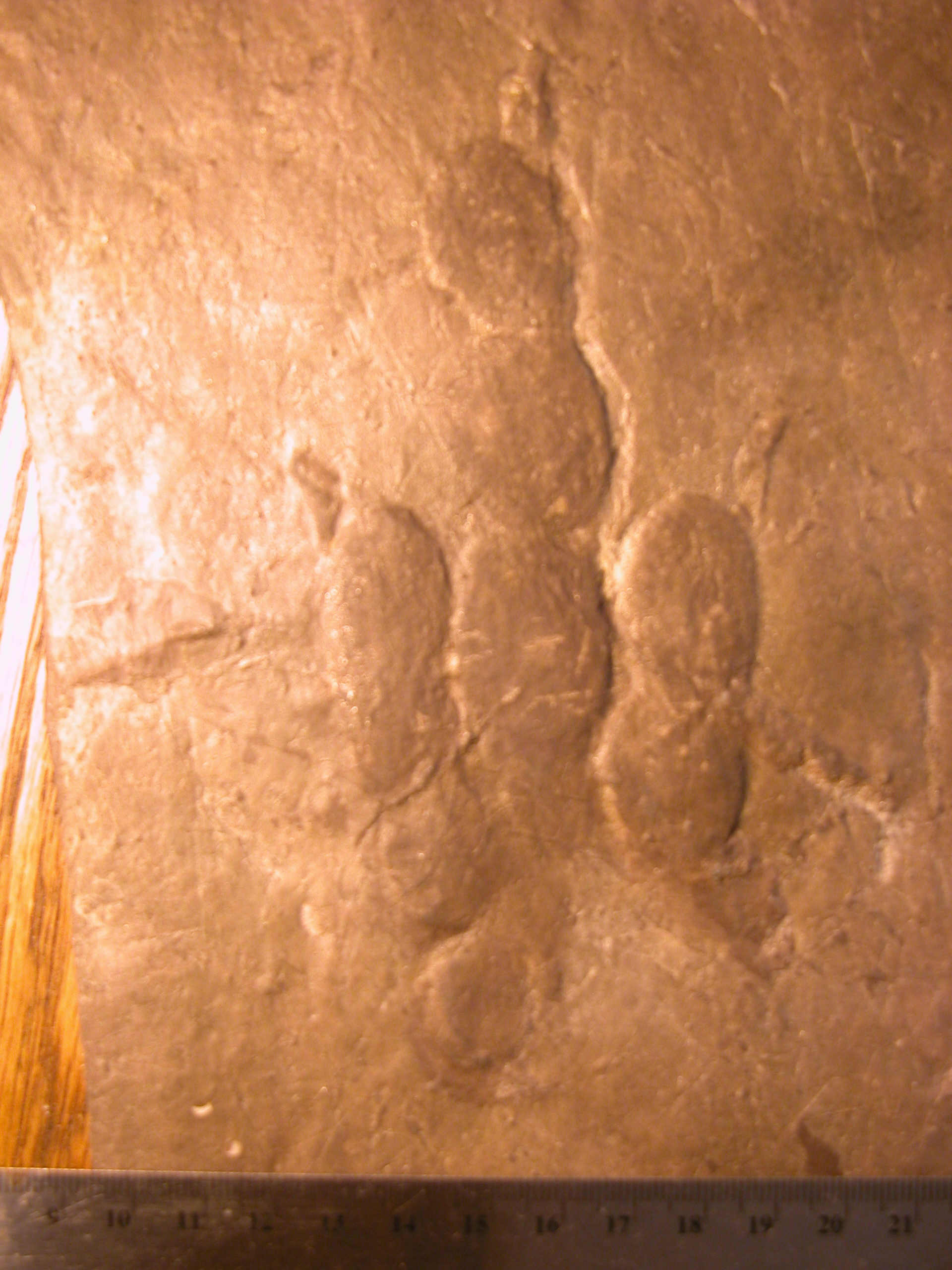
Типовий слід (G. cursorius)
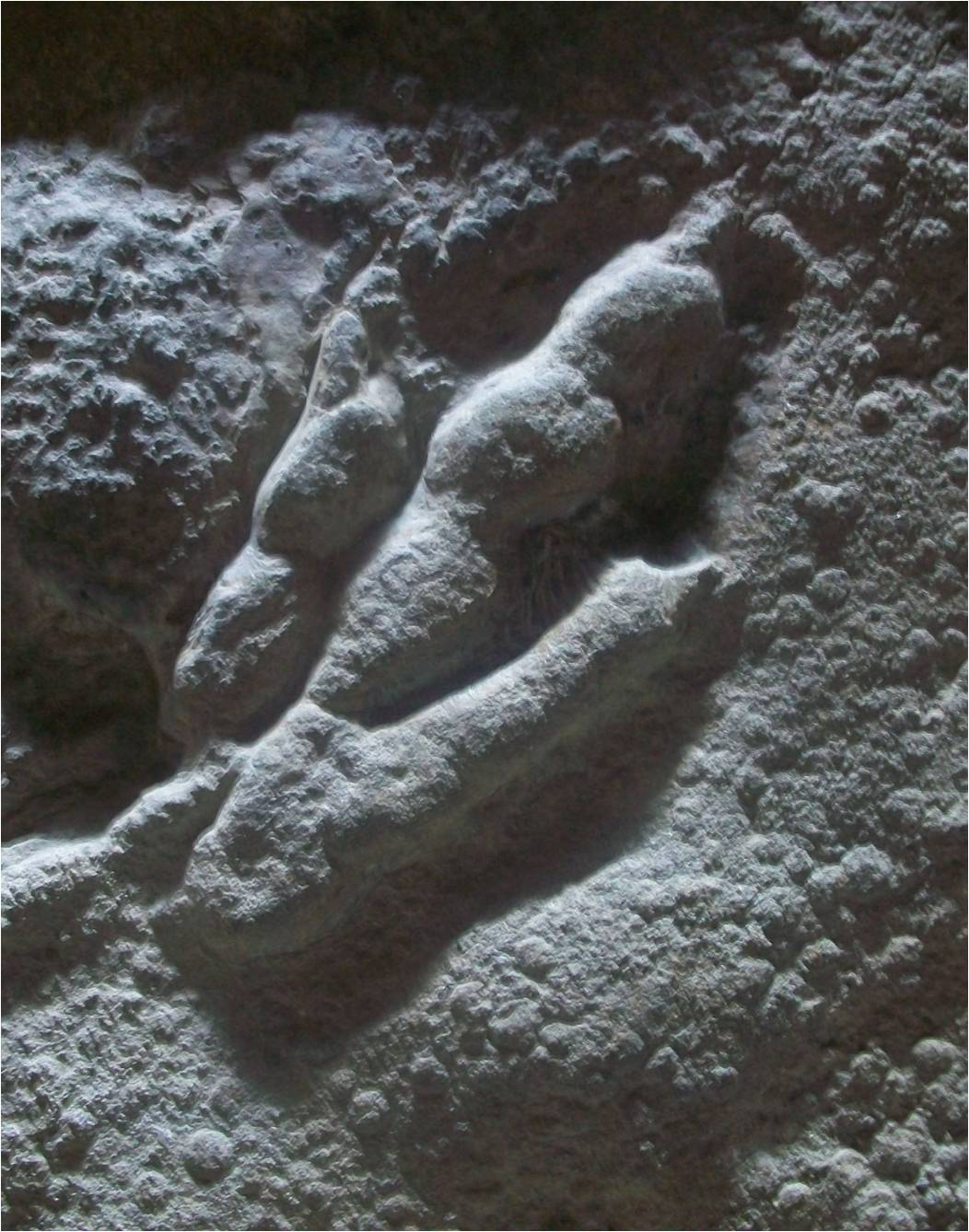
G. cuneatus
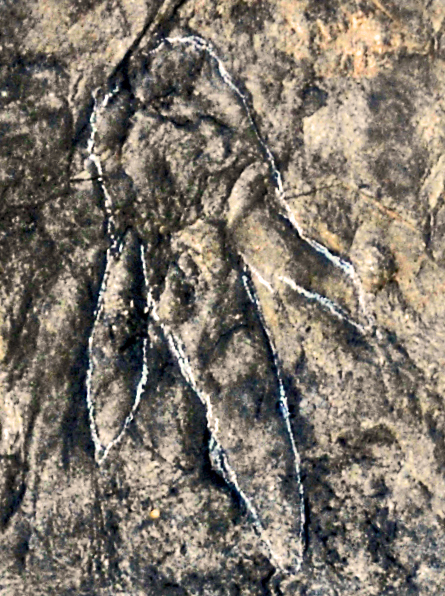
G. toscanus
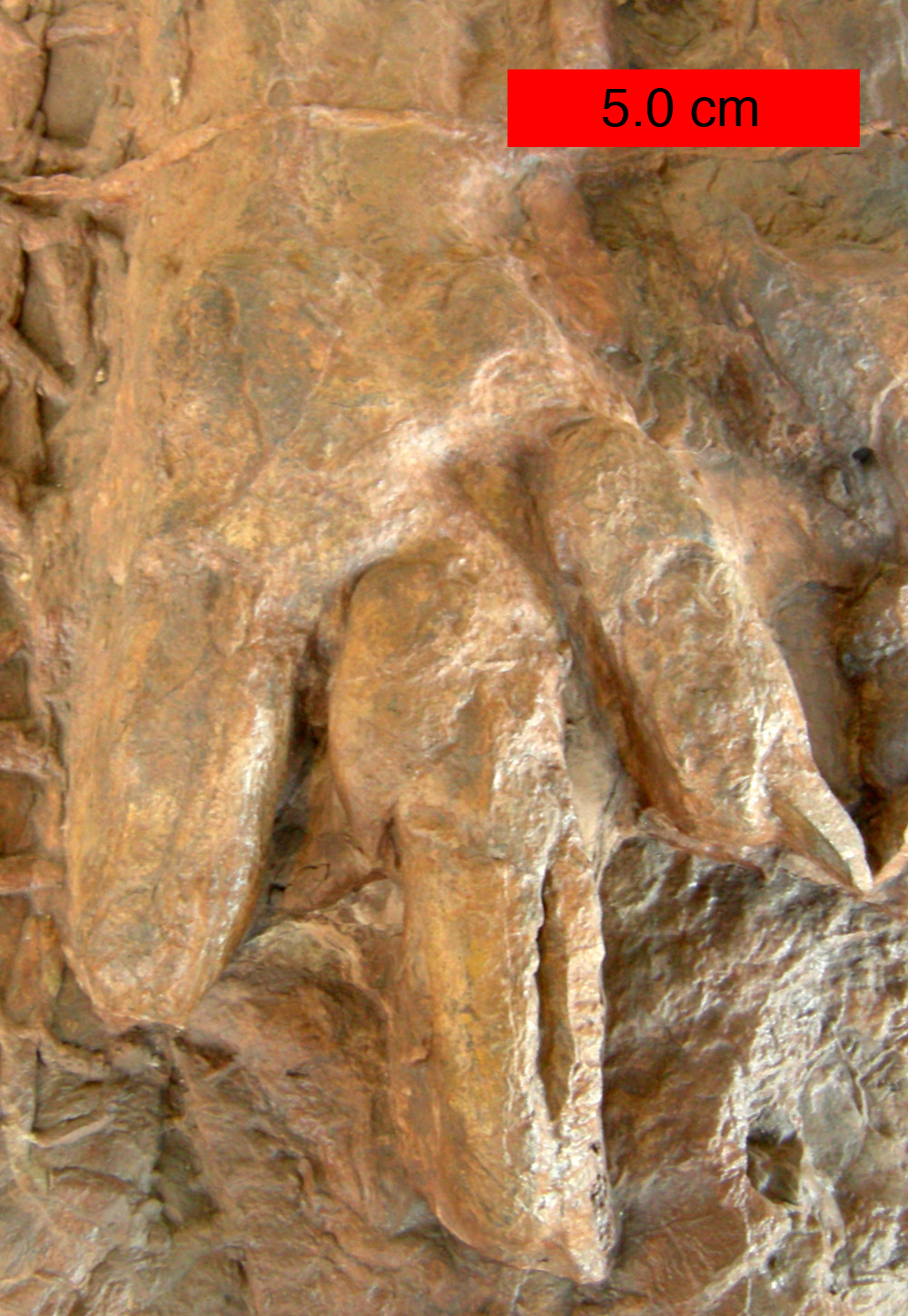
Eubrontes (= Grallator)
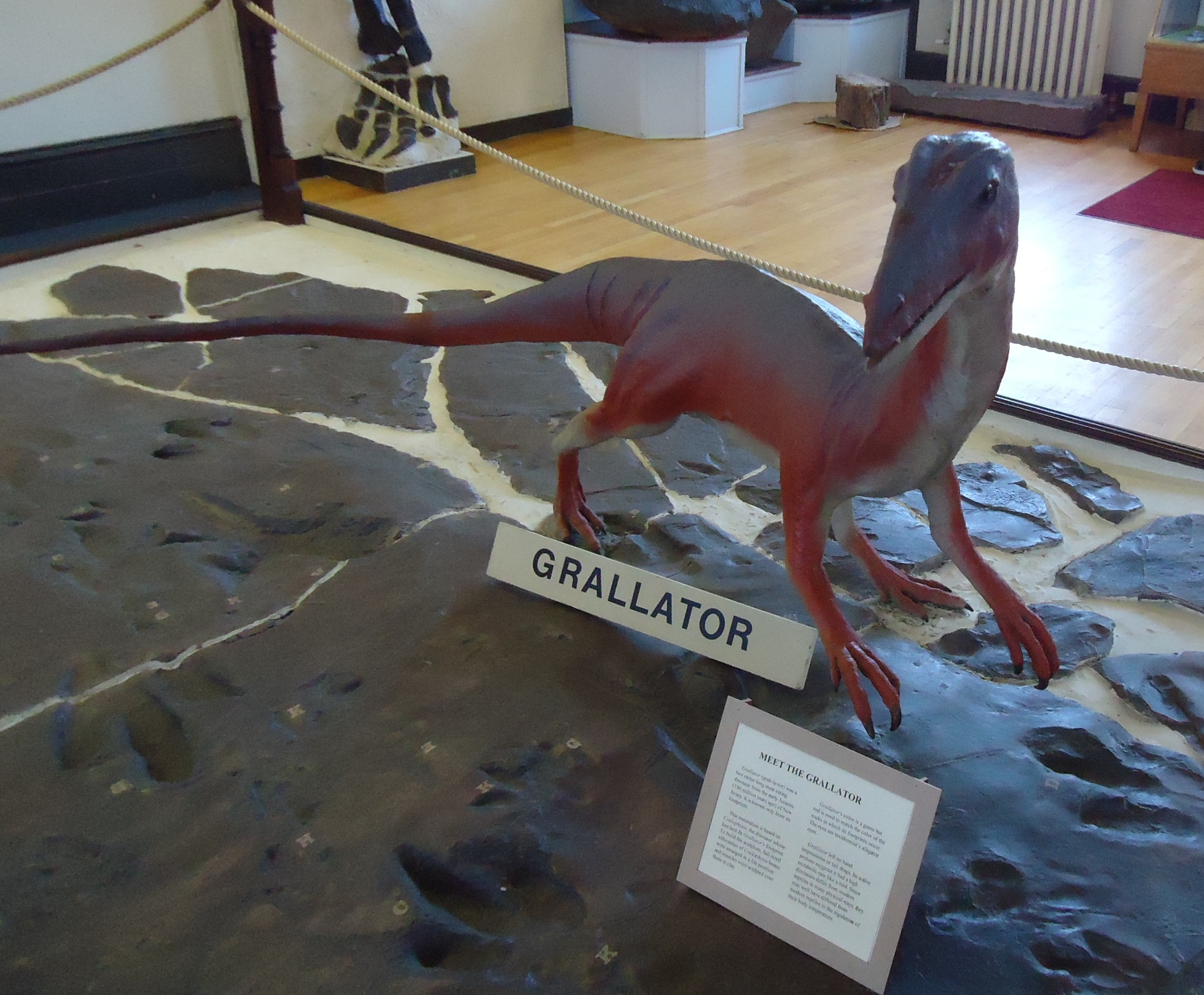
Модель динозавра Grallator у геологічному музеї в Нью-Брансвіку, штат Нью-Джерсі